# Le Secret de Wilhelm Storitz (téléfilm)
Le Secret de Wilhelm Storitz est un téléfilm français réalisé par Éric Le Hung d'après le roman éponyme de Jules Verne et diffusé en 1967.

## Synopsis
Wilhelm Storitz, qui possède le secret de l'invisibilité, est fou amoureux de la fille de la famille Roderich. Lorsqu'il apprend qu'elle est sur le point de se marier, son amour se transforme en haine.
Le film, première coproduction avec la télévision tchèque, est tourné en 35 mm noir et blanc en extérieur et dans les studios de Prague. « Éric Le Hung emporte l’œuvre dans un tourbillon lyrique et lui donne une respiration interne amenant chez le spectateur un sentiment d’inquiétude morale. Bref, il y a là une dimension supérieure à l’illustration soignée d’un excellent texte et l’émission amène en fait une nouvelle reconsidération du langage des dramatiques. Le Secret de Wilhelm Storitz palpite de vie, de poésie fantastique et d’amour ». En 1978, le téléfilm sera choisi par la Société Jules-Verne pour célébré le 150e anniversaire de la naissance de l'auteur au Festival Cinématographique International de Paris.

## Fiche technique
- Titre : Le Secret de Wilhelm Storitz
- Réalisation : Éric Le Hung
- Scénario : Claude Santelli[1], d'après le roman de Jules Verne
- Chef opérateur : Louis Miaille
- Musique : Georges Delerue
- Direction artistique : Jan Zázvorka
- Durée : 110 minutes (1h50)
- Date de diffusion : 28 octobre 1967

## Distribution
- Jean-Claude Drouot : Wilhelm Storitz
- Pascale Audret : Martha
- Bernard Verley : Adrien Désormeaux
- Monique Mélinand : Madame Roederich
- Robert Vattier : le colonel Roederich
- Pierre Leproux : le chef de la police
- Georges Audoubert : le prêtre
- Michel Vitold : Marc-Antoine Désormeaux
- Gérard Lartigau : Denis
- Zora Bozinová
- Josef Hlinomaz
- Waldemar Matuška
- Milos Nedbal
- Martin Ruzek
- Jan Skopecek
- Milivoj Uzelac

## Réédition
Le film est dans le coffret Les Inédits fantastiques publié par l'INA en 2011